# Fulvaria striata
Fulvaria striata là một loài bướm đêm trong họ Geometridae.